# Stashbox
 (février 2024).
Si vous disposez d'ouvrages ou d'articles de référence ou si vous connaissez des sites web de qualité traitant du thème abordé ici, merci de compléter l'article en donnant les références utiles à sa vérifiabilité et en les liant à la section « Notes et références ».
Albums de Kottonmouth Kings
Royal Highness
(1998) Hidden Stash
(1999)
Stashbox est le deuxième EP des Kottonmouth Kings, sorti le 10 mars 1999, uniquement au Japon.
Cet album a été publié pour faire la promotion de la tournée japonaise du groupe. On retrouvera le titre Dogs Life sur High Society, tandis que les autres morceaux seront publiés, plus tard dans l'année, dans Hidden Stash.

## Liste des titres
| No | Titre                          | Durée |
| -- | ------------------------------ | ----- |
| 1. | Dog's Life (featuring Dog Boy) | 4:26  |
| 2. | Frontline                      | 5:30  |
| 3. | 1605 Life                      | 3:36  |
| 4. | Roll It Up                     | 4:02  |
| 5. | Three Horny Devils             | 4:27  |
| 6. | Love Songs                     | 4:12  |
| 7. | Old (So High)                  | 4:19  |
| 8. | Shouts Going Out               | 4:32  |